# Mochokus
Mochokus és un gènere de peixos pertanyent a la família dels mochòkids.

## Descripció
- Mochokus brevis assoleix els 3,1 cm de llargària total, mentre que Mochokus niloticus arriba als 6,5.
- Totes dues espècies tenen una aleta adiposa.[2][3]

## Distribució geogràfica
Es troba a Àfrica: Mochokus brevis es troba a les conques del riu Nil i del llac Txad, mentre que Mochokus niloticus és pròpia de les dels rius Nil i Níger.

## Taxonomia
- Mochokus brevis (Boulenger, 1906)[6]
- Mochokus gigas †[7]
- Mochokus niloticus (Joannis, 1835)[8][9][10][11][12][13][14]